# اندام بالایی
 اندام زبرین یا اندام فوقانی که در اصطلاح عامیانه به آن دست گفته می‌شود در کالبدشناسی عبارت است از هردو مجموعه چپ و راست شانه، بازو، زیر بغل، آرنج، ساعد و دست در انسان.

## استخوان‌ها
از استخوان‌های اندام فوقانی می‌توان به  , اشاره کرد:
- ترقوه (Clavicle)
- کتف (Scapula)
- استخوان بازو (Humerus)
- زند زبرین (Radius)
- زند زیرین (Ulna)
- استخوان‌های مچ دست
- استخوان‌های کف دست
- استخوان‌های انگشتان دست

فهرست کامل: